# Vitrac-Saint-Vincent
 Vitrac-Saint-Vincent  es una comuna y población de Francia, en la región de Poitou-Charentes, departamento de Charente, en el distrito de Confolens y cantón de Montemboeuf.
Está integrada en la Communauté de communes de Haute Charente .

## Demografía
| 626 | 545 | 534 | 514 | 513 | 512 |
| Para los censos de 1962 a 1999 la población legal corresponde a la población sin duplicidades (Fuente: INSEE [Consultar]) |     |     |     |     |     |